# Roßbach (Baudenbach)
Roßbach ist ein Gemeindeteil des Marktes Baudenbach im Landkreis Neustadt an der Aisch-Bad Windsheim (Mittelfranken, Bayern). Die Gemarkung Roßbach hat eine Fläche von 1,836 km². Sie ist in 255 Flurstücke aufgeteilt, die eine durchschnittliche Fläche von 7198,30 m² haben.

## Geographie
Das Dorf Roßbach bildet mit dem nordöstlich gelegenen Mönchsberg eine geschlossene Siedlung. Durch Roßbach fließt der Achelbach, ein rechter Zufluss der Steinach, die von links der Aisch zufließt. 1,25 km östlich des Ortes erhebt sich der Münchsberg im Waldgebiet Hagenbüchach. Die Staatsstraße 2256 führt nach Baudenbach (3,2 km südwestlich) bzw. nach Mönchsberg (0,3 km nördlich). Eine Gemeindeverbindungsstraße verläuft nach Höfen (0,6 km südlich).

## Geschichte
Im Jahre 1368 wurde der Ort als „Rospach“ erstmals urkundlich erwähnt. Damals waren die Herren von Seckendorff im Ort begütert.
Gegen Ende des 18. Jahrhunderts bildete Roßbach mit Mönchsberg eine Realgemeinde. In Roßbach gab es 23 Anwesen (1 Wirtshaus, 2 Höfe, 4 Halbhöfe, 6 Güter, 1 Halbgut, 3 Sölden, 3 Tropfhäuser, 2 Häuser, 1 Schäferei). Das Hochgericht übte das brandenburg-bayreuthische Kasten- und Jurisdiktionsamt Dachsbach aus. Die Dorf- und Gemeindeherrschaft und die Grundherrschaft über alle Anwesen hatte das Rittergut Obersteinbach.
Von 1797 bis 1810 unterstand der Ort dem Justizamt Dachsbach und Kammeramt Neustadt. 1810 kam Roßbach zum Königreich Bayern. Im Rahmen des Gemeindeedikts wurde Roßbach dem 1811 gebildeten Steuerdistrikt Münchsteinach und der 1813 gebildeten Ruralgemeinde Münchsteinach zugeordnet. Mit dem Zweiten Gemeindeedikt (1818) entstand die Ruralgemeinde Roßbach. Sie war in Verwaltung und Gerichtsbarkeit dem Landgericht Neustadt an der Aisch zugeordnet und in der Finanzverwaltung dem Rentamt Neustadt an der Aisch (1919 in Finanzamt Neustadt an der Aisch umbenannt, seit 1972 Finanzamt Uffenheim). In der freiwilligen Gerichtsbarkeit unterstand sie bis 1848 dem Patrimonialgericht Obersteinbach. Ab 1862 gehörte Roßbach zum Bezirksamt Neustadt an der Aisch (1939 in Landkreis Neustadt an der Aisch umbenannt). Die Gerichtsbarkeit blieb beim Landgericht Neustadt an der Aisch (1879 in das Amtsgericht Neustadt an der Aisch umgewandelt). Die Gemeinde hatte 1964 eine Gebietsfläche von 1,836 km².
Am 1. Juli 1971 wurde Roßbach im Zuge der Gebietsreform in Bayern nach Baudenbach eingemeindet.

### Baudenkmäler
- Haus Nr. 7: Gasthaus Hans Bärthlein; zweigeschossiges Wohnstallhaus im Winkel angelegt, Hauptfassade zu sechs Achsen, Inschriftband im Sturz der breiten Haustür: „18 Johann Frühwald 30“; verputzt, teilweise Fachwerkobergeschoss[14]
- Haus Nr. 17: ehemalige Scheune[15]
- Haus Nr. 18: Wohnhaus[15]

### Einwohnerentwicklung
| Jahr      | 1818   | 1840   | 1852   | 1855   | 1861   | 1867   | 1871   | 1875   | 1880   | 1885   | 1890   | 1895   | 1900   | 1905   | 1910   | 1919   | 1925   | 1933   | 1939   | 1946   | 1950   | 1952   | 1961   | 1970   | 1987  |
| Einwohner | 113    | 155    | 129    | 143    | 150    | 141    | 154    | 149    | 129    | 126    | 126    | 119    | 126    | 136    | 134    | 132    | 124    | 121    | 102    | 141    | 141    | 134    | 104    | 98     | 101   |
| Häuser    | 22     | 24     |        |        |        |        | 26     |        |        | 25     | 26     |        | 25     |        |        |        | 26     |        |        |        | 23     |        | 24     |        | 25    |
| Quelle    | [ 17 ] | [ 18 ] | [ 19 ] | [ 19 ] | [ 20 ] | [ 21 ] | [ 22 ] | [ 23 ] | [ 24 ] | [ 25 ] | [ 26 ] | [ 19 ] | [ 27 ] | [ 19 ] | [ 28 ] | [ 19 ] | [ 29 ] | [ 19 ] | [ 19 ] | [ 19 ] | [ 30 ] | [ 19 ] | [ 11 ] | [ 31 ] | [ 2 ] |

## Religion
Der Ort ist seit der Reformation evangelisch-lutherisch geprägt und war ursprünglich nach St. Lambert (Baudenbach) gepfarrt. Die Katholiken sind nach St. Johannis Enthauptung (Neustadt an der Aisch) gepfarrt.